# Tașca
Tașca – wieś w Rumunii, w okręgu Neamț, w gminie Tașca. W 2011 roku liczyła 1108 mieszkańców.